# Norwegian International 1982
Die Norwegian International 1982 im Badminton fanden in Kristiansand statt.

## Finalresultate
| Disziplin    | Sieger                          | Finalist                            | Ergebnis          |
| ------------ | ------------------------------- | ----------------------------------- | ----------------- |
| Herreneinzel | Kenneth Larsen                  | Torben Carlsen                      | 15–6, 15–0        |
| Dameneinzel  | Dorte Kjær                      | Susanne Ejlersen                    | 11–0, 11–3        |
| Herrendoppel | Kenneth Larsen Mogens Neergaard | Torben Carlsen Poul B. Pedersen     | 15–2, 15–7        |
| Damendoppel  | Dorte Kjær Jane Pedersen        | Susanne Ejlersen Charlotte Pilgaard | 15–12, 6–15, 15–3 |
| Mixed        | Mark Christiansen Jane Pedersen | Mogens Nielsen Dorte Kjær           | 15–10, 15–10      |